# Río Limia
El río Limia (Lima en portugués) es un río internacional que fluye por España y Portugal y desemboca en el océano Atlántico en Viana do Castelo. Tiene una longitud total de 108 km y una cuenca con una superficie total de 2387 km², de los que 1329 km² están en territorio español.

## Regulación hidrológica internacional
Desde el año 2000, la gestión del río Limia está regulada por el Convenio de Albufeira suscrito entre los gobiernos de España y Portugal con el objetivo de proteger las aguas y potenciar el aprovechamiento de los recursos hídricos transfronterizos.

## Curso

### Curso español
El río Limia nace a 975 m de altitud en el Monte Talariño, en la provincia de Orense. Su curso gallego es de 41 km; en este tramo, el río tiene muchas denominaciones locales, como Talariño, Freixo o Mourenzo, aunque el nombre oficial es río Limia. Pasa por las comarcas de Limia y de La Baja Limia y la villa de Ginzo de Limia, terminando su curso español por la árida sierra da Peneda.

### Curso portugués

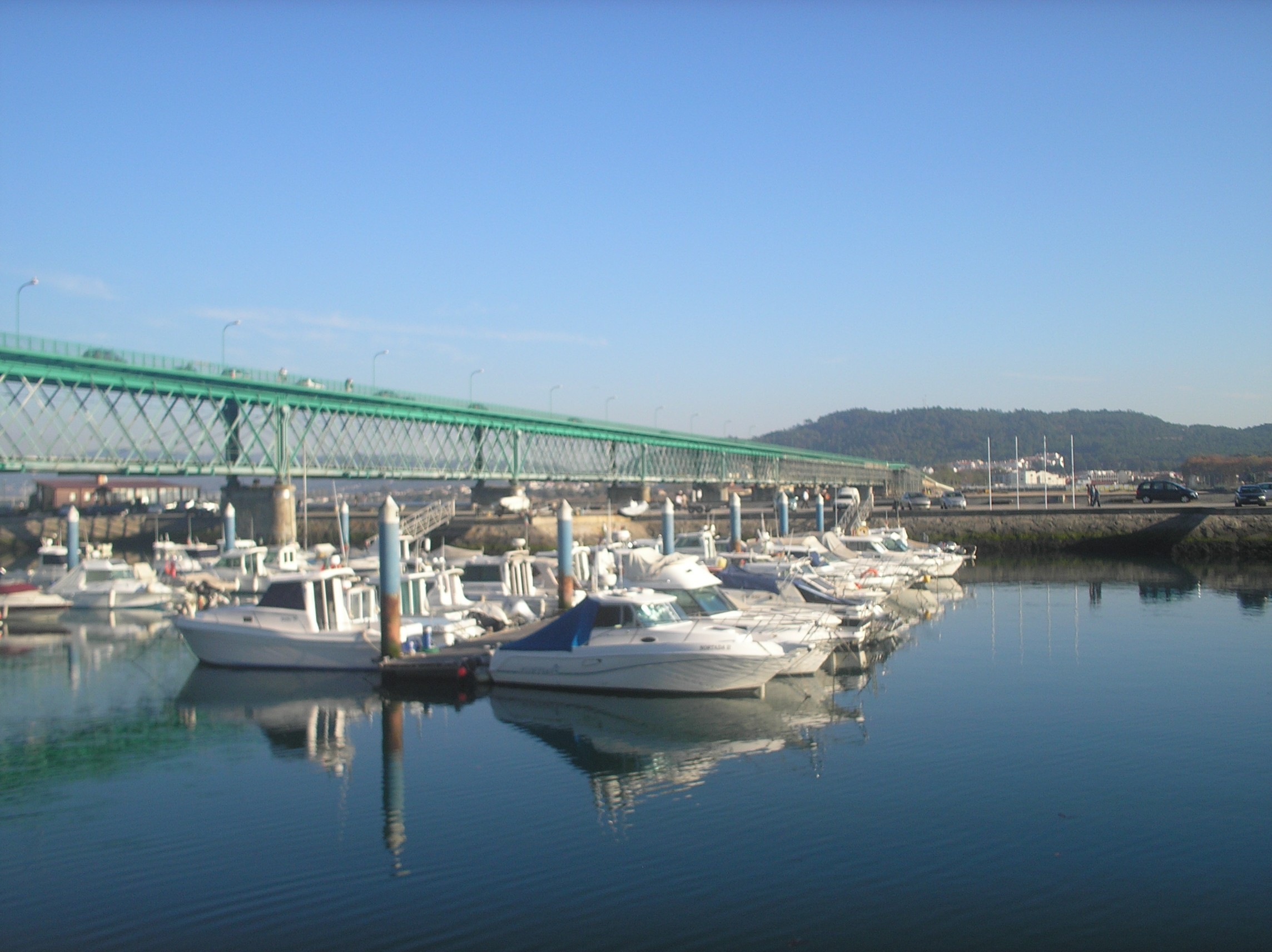
El ponte Eifel, en la desembocadura del río en Viana do Castelo.

Entra en Portugal en la freguesia de Lindoso, y pasa por los municipios de Ponte da Barca, Ponte de Lima y Viana do Castelo, donde desagua en el océano Atlántico.

## Historia
Este río fue llamado Lethes por los antiguos romanos, al confundirlo con el legendario río Lete (río del Olvido) del Hades, de la mitología romana, el cual se creía que tenía la propiedad de borrar la memoria de quienes lo cruzaban. En 138 a. C., el general romano Décimo Junio Bruto intentó deshacer el mito, que dificultaba las campañas militares en la zona. Se dice que cruzó el río Limia y entonces llamó a sus soldados desde el otro lado, uno a uno, por su nombre. Estos, asombrados de que su general recordara sus nombres, cruzaron también el río sin temor, acabando así con su fama de peligroso. En sus orillas construyeron el campamento de Aquis Querquennis del que se conservan restos actualmente.

## Piraguas
Entre 1985 y 2008 se encontraron en el municipio de Viana do Castelo, en el cauce del río Limia, seis piraguas monoxílicas (embarcaciones hechas a partir de un tronco de árbol, excavado para este fin, conocidas en Europa desde el Neolítico).
Las piraguas están numeradas del 1 al 6, según el orden en que fueron encontradas, proceden principalmente de Lugar da Passagem (entonces, parroquia de Moreira de Geraz do Lima), Lugar da Passagem (Lanheses) y Mazarefes, y que datan de los siglos IV/III a. C. (Edad del Hierro), de los siglos VIII/IX (época de la Reconquista) y siglo XI (Edad Media).
En abril de 2021, el Consejo de Ministros de Portugal aprobó la clasificación como de interés nacional con la designación de “tesoro nacional” de las seis piraguas monoxílicas.